# Zemětřesení v Ašchabadu 1948
Zemětřesení v Ašchabadu patřilo k největším přírodním katastrofám dvacátého století, přesto se o něm většina světa dověděla až po čtyřiceti letech. Došlo k němu 6. října 1948 okolo druhé hodiny ráno místního času. Vzniklo v hloubce okolo 10 km a mělo sílu 7,3 stupně Richterovy stupnice. Počet obětí se odhaduje na více než sto tisíc; Saparmurat Nijazov, který při zemětřesení přišel o všechny příbuzné, uvádí ve své knize Ruhname, že zemřelo 176 000 ze 198 000 obyvatel turkmenského hlavního města. Většina lidí zahynula v troskách zřícených budov, které byly postaveny bez ohledu na umístění v seizmicky aktivní zóně. Zničeno bylo přes devadesát procent domů, materiální škody se odhadují na 200 miliard rublů.
Sovětský režim z propagandistických důvodů rozsah katastrofy utajil, Pravda přinesla pouze stručné oznámení, že v Ašchabadu došlo k zemětřesení, při němž zahynulo několik lidí. Otřesy půdy, které byly zaznamenány na íránském území, pokládala americká generalita za tajnou zkoušku sovětské jaderné zbraně. Teprve v roce 1988 byly publikovány informace o skutečném rozsahu katastrofy. V Ašchabadu byl vybudován velký pomník obětem zemětřesení, výročí tragédie bylo v Turkmenistánu vyhlášeno jako památný den.